# Tipula nocticostata
Tipula nocticostata är en tvåvingeart som beskrevs av Alexander 1971. Tipula nocticostata ingår i släktet Tipula och familjen storharkrankar. Inga underarter finns listade i Catalogue of Life.